# Jochen Glöckner
Jochen Glöckner (* 16. September 1964) ist ein deutscher Rechtswissenschaftler.

## Leben
Von 1985 bis 1990 studierte er Rechtswissenschaften an der Albert-Ludwigs-Universität Freiburg (1990 erste juristische Staatsprüfung). Von 1990 bis 1993 war er Rechtsreferendar am Landgericht Freiburg (1993 zweite juristische Staatsprüfung in Stuttgart). Von 1993 bis 1994 absolvierte er das Master-Studium am College of Law der State University of Iowa. Nach der Promotion 1996 zum Doktor der Rechtswissenschaften in Freiburg im Breisgau und der Habilitation 2003 (venia legendi „Privat-, Handels- und Wirtschaftsrecht mit besonderer Berücksichtigung des Europarechts“) 2003 an der Universität St. Gallen ist er seit 2004 Universitätsprofessor für deutsches und Europäisches Privat- und Wirtschaftsrecht an der Universität Konstanz.
Seit 2005 ist er auch Richter am Oberlandesgericht Karlsruhe und dort im u. a. für das Kartell-, Wettbewerbs-, Marken- und Urheberrecht zuständigen 6. Zivilsenat tätig.

## Schriften (Auswahl)
- Gesamtschuldvorschriften und Schuldnermehrheiten bei unterschiedlichen Leistungsinhalten. Eine Untersuchung unter besonderer Berücksichtigung konkurrierender Verpflichtungen aus bauvertraglicher Gewährleistung. Baden-Baden 1997, ISBN 3-7890-4895-X.
- Europäisches Lauterkeitsrecht. München 2006, ISBN 3-406-54286-7.
- Kartellrecht. Recht gegen Wettbewerbsbeschränkungen. Stuttgart 2017, ISBN 3-17-032157-9.
- mit Reinhard Singer, Astrid Stadler und Xujun Gao (Hrsg.): Rechtliche Funktionsbedingungen von Märkten und Formen der Konfliktbeilegung in China und Europa. Frankfurt am Main 2017, ISBN 3-631-71570-6.